# Colayrac-Saint-Cirq
Colayrac-Saint-Cirq település Franciaországban, Lot-et-Garonne megyében. Lakosainak száma 3106 fő (2022. január 1.). Colayrac-Saint-Cirq Madaillan, Sainte-Colombe-en-Bruilhois, Agen, Brax, Foulayronnes, Le Passage, Saint-Hilaire-de-Lusignan és Sérignac-sur-Garonne községekkel határos.

## Népesség
A település népességének változása:
| Lakosok száma | 2329 | 2645 | 2653 | 2823 | 2876 | 2989 | 3074 | 3113 | 3129 | 3106 |
|               | 1968 | 1982 | 1990 | 2006 | 2013 | 2015 | 2017 | 2019 | 2020 | 2022 |